# Johan Jacob Ferguson

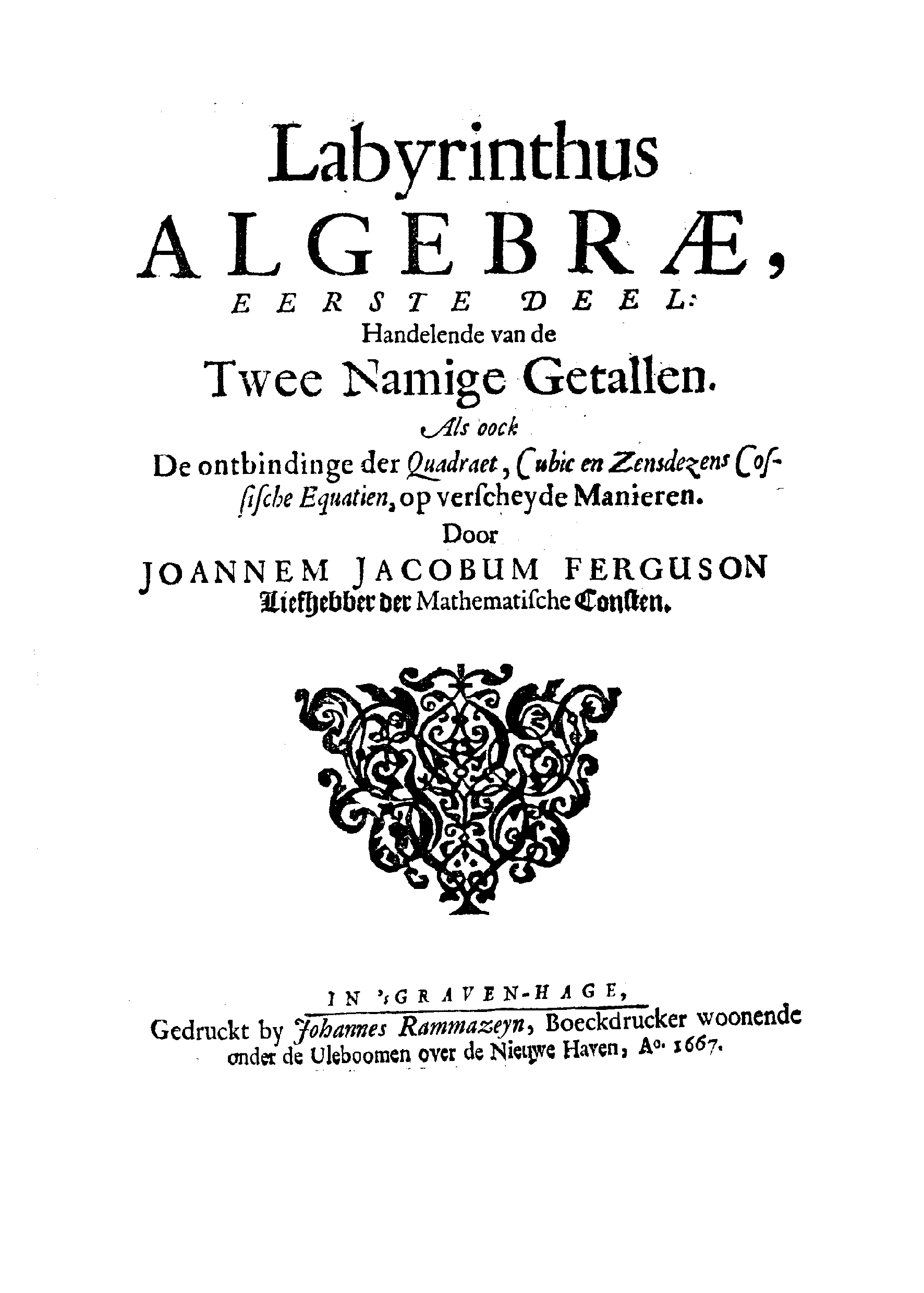
Labyrinthus algebrae, 1667

Johan Jacob Ferguson, né en 1630 à La Haye et mort le 6 octobre 1691 à Amsterdam, est un mathématicien néerlandais, correspondant de Gottfried Wilhelm Leibniz.

## Œuvres
- (nl) Labyrinthus algebrae, 's-Gravenhage, Johannes Rammazeyn, 1667 (lire en ligne)